# Les Plantiers
Les Plantiers is een gemeente in het Franse departement Gard (regio Occitanie) en telt 228 inwoners (1999). De plaats maakt deel uit van het arrondissement Le Vigan.

## Geografie
De oppervlakte van Les Plantiers bedraagt 31,6 km², de bevolkingsdichtheid is 7,2 inwoners per km².

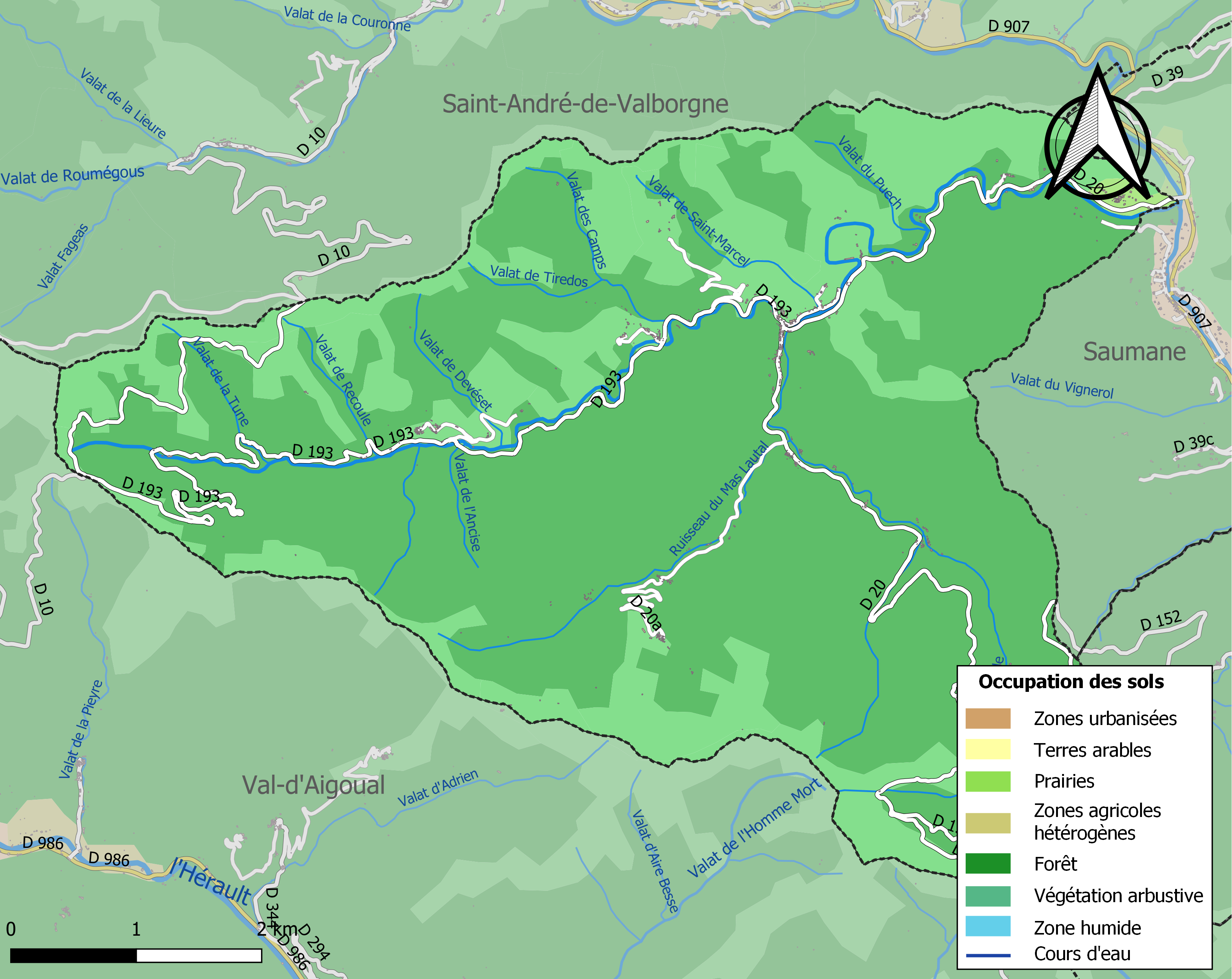
Kaart van de gemeente met de belangrijkste infrastructuur, bodemgebruik en omliggende gemeenten

## Demografie
Onderstaande figuur toont het verloop van het inwonertal (bron: INSEE-tellingen).